# Каваками Сороку
Каваками Сороку (川上操六; 11 ноября 1848, Кагосима — 11 мая 1899, Токио) — японский военный деятель, виконт, генерал-лейтенант (1890).

## Биография
Каваками Сороку был рождён в княжестве Сацума в семье самурая. Начиная с битвы при Тоба-Фусими, он сражался на стороне императора во время реставрации Мэйдзи против сил сёгуната Токугава. Он проявил себя во время защиты замка Кумамото, во время войны Босин.
Впоследствии приехал в Токио, чтобы помочь с основанием новой императорской армии Японии. Быстро поднявшись в рядах армии, Сороку участвовал в подавлении Сацумского восстания.
В 1884 он, вместе с Ояма Ивао, отправился в поездку по европейским странам для изучения военной науки. Среди них особенно важен был их визит в Пруссию. По возвращении домой получил звание генерал-майора и стал заместителем командующего императорской японской армией. В 1887 вернулся в Европу для дальнейшего изучения военного дела в Германии. В 1890 ему было присвоено звание генерал-лейтенанта.
Принял участие в подавлении восстания в Корее. Во время первой японо-китайской войны служил в качестве старшего офицера в императорской ставке и заработал репутацию блестящего стратега. После успешного завершения войны он был награждён орденом Восходящего Солнца первой степени, и был пожалован дворянским титулом сисяку («виконт») в соответствии с системой «кадзоку».
Каваками был посмертно награждён орденом Золотого коршуна второй степени, Орденом Цветов павловнии и высшим орденом Хризантемы. Его могила расположена на кладбище Аояма в Токио.

## Семья
Жена — Юи Танака, в браке родился сын Соити.